# Bromchlorfluorjodmethan
Bromchlorfluorjodmethan je hypotetická sloučenina odvozená od methanu náhradou každého ze čtyř vodíkových atomů jiným stálým halogenem.
Tato molekula má dva enantiomery; jelikož je jednou z nejjednodušších takových molekul, tak bývá často používána jako vzor chirálních sloučenin. Protože však není znám žádný způsob přípravy bromchlorfluorjodmethanu, tak se v případech, kdy jsou takové látky potřeba pro výzkum, používá obdobná sloučenina bromchlorfluormethan.